# Conservatorio Gioachino Rossini
Il Conservatorio statale di musica Gioachino Rossini è un istituto superiore di studi musicali fondato a Pesaro nel 1882 in ossequio alle ultime volontà di Gioachino Rossini.

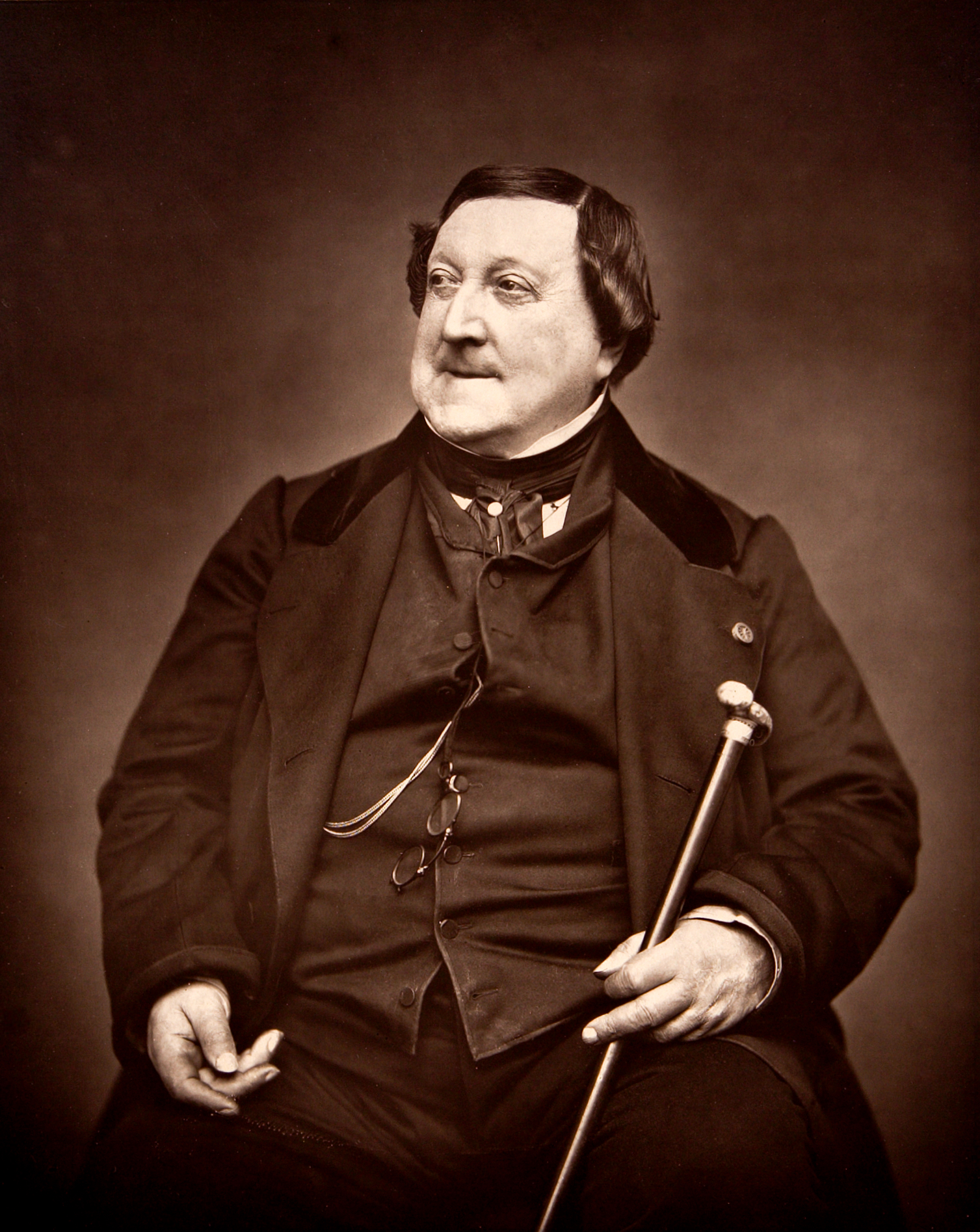
Gioachino Rossini fotografato nel 1865 da Étienne Carjat

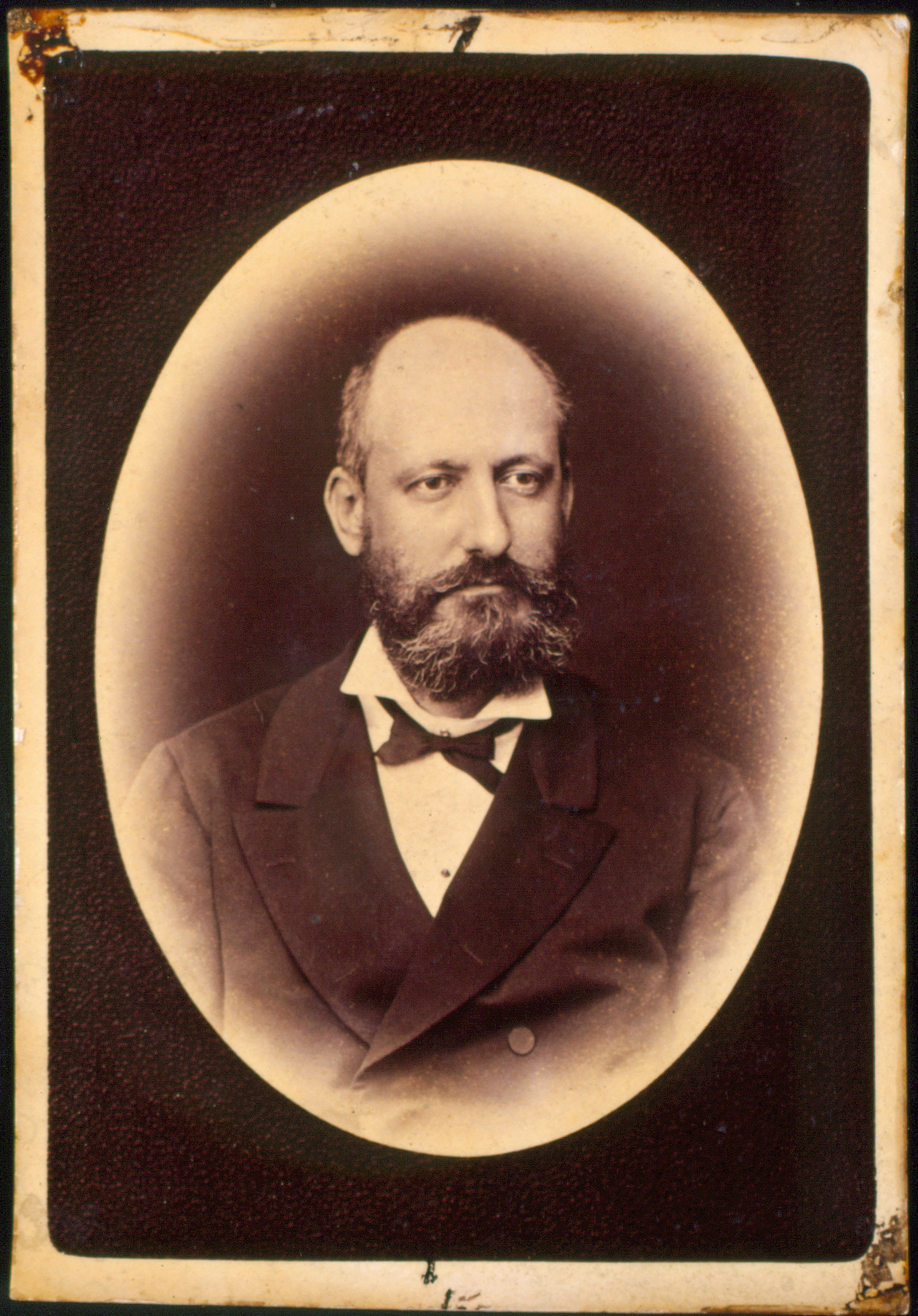
Carlo Pedrotti

## Storia
La sede è palazzo Olivieri Machirelli, edificio in stile neoclassico, al cui interno sono presenti affreschi del pittore pesarese Giovanni Andrea Lazzarini.
Il primo direttore è stato Carlo Pedrotti.

## Biblioteca
La Biblioteca del Conservatorio statale di Musica “G.Rossini” di Pesaro è stata fondata nel 1882, insieme al Liceo Musicale, oggi Conservatorio, sorto per volontà testamentaria di Musicista pesarese Gioachino Rossini il quale, il 5 luglio 1858 così vergava le sue volontà: "…Quale erede della proprietà nomino il Comune di Pesaro, mia patria, per fondare e dotare un Liceo Musicale in quella città…".
Hanno lavorato nella Biblioteca del Conservatorio "G.Rossini" notevoli musicologi: basti pensare a Luigi Torchi (il direttore della scuola musicale era allora Carlo Pedrotti), Tancredi Mantovani (il quale nella Biblioteca ha fondato la rivista "La Cronaca Musicale": era direttore della scuola musicale Pietro Mascagni), Luigi Alberto Villanis, Pierluigi Petrobelli ed altri illustri personalità.
La Biblioteca del Conservatorio statale di Musica “G.Rossini” di Pesaro è oggi una delle più grandi biblioteche d'Italia specializzata nel settore “Musica”; è la più grande in assoluto della Regione Marche sia per l'entità numerica dei volumi che possiede (circa 45.000), sia per l'interesse storico che investe poiché contiene raccolte di documenti musicali a stampa e manoscritti a partire dal XVI secolo.
È collocata nel settecentesco Palazzo Olivieri Machirelli, ricco nel suo interno di soluzioni ed elementi architettonici eleganti e raffinati di stile neoclassico, di pregiati mobili antichi, di strumenti di musicali di valore ed etnici, di opere d'arte. I locali del piano nobile del palazzo sono decorati con affreschi del pittore pesarese Gianandrea Lazzarini.
Il materiale bibliografico è ripartito in due sezioni: la “Musicale” con partiture e spartiti ordinati per generi strumentali; la “Letteraria” con biografie di musicisti, dizionari ed enciclopedie, riviste (recenti ed antiche), bibliografie ed altri sussidi utili alla ricerca italiani ed esteri (RISM – Répertoire International des Sources Musicales, RILM – Répertoire International de Literature Musicale, e altro).
Uno dei nuclei bibliografici di più rilevante dimensione è il fondo contenente spartiti d'opera di repertorio prevalentemente italiano, francese e tedesco (circa 2.000 unità): fa parte della raccolta un cospicuo numero di spartiti rossiniani talora in prima edizione, in pregevoli ed eleganti edizioni.
Il reparto “Collezioni” contiene monumentali “Opera Omnia” di alcuni dei massimi compositori sia in edizioni di fine Ottocento, sia recenti, ancora in corso di pubblicazione. Basti citare fra le edizioni del secolo scorso la colossale opera palestriniana nella scrittura originale in chiavi antiche, le opere complete di Bach, Haendel ed Orlando Di Lasso della casa editrice Breitkopf und Haertel, i salmi di Benedetto Marcello ed un gruppo di opere mozartiane in antica edizione.
Si possiedono poi le recenti Neue Ausgabe saemtlicher Werke delle opere di Bach e di Mozart, la Hallische Haendel-Ausgabe della casa Baerenreiter, la Frydryk Chopin Complete Works nella pubblicazione di stato di Varsavia, l'opera di Girolamo Frescobaldi (Suvini-Zerboni – Milano) e di Domenico Scarlatti, anche in fac-simile (Complete Keyboad Works, New York and London), oltre alle Saemtliche Werke di Schubert e di Schoenberg.
I numerosissimi brani di letteratura musicale, collocati per generi sono affiancati da metodi di tecnica strumentale e da varie opere didattiche; fra esse merita una particolare attenzione la copiosa raccolta di metodi per canto in uso presso rinomate scuole e conservatori esteri intorno alla metà dell'Ottocento. Sono conservati i solfeggi vocali del sopranista Girolamo Crescentini, il quale fu nel primo decennio del secolo scorso il cantante prediletto alla corte di Francia presso cui era stato invitato dallo stesso Napoleone; i metodi del Chiaromonte diffusissimi presso le classi di canto dei conservatori di Bruxelles, Liegi ed Anversa, di Giuseppe Concone maestro di canto a Parigi, di Laura Cinthie Damoreau, cantante favorita di Rossini e di Aubert ed altri.
Appartengono alle opere musicali del fondo dei manoscritti antichi la partitura dell'opera Massimo Puppieno di Carlo Pallavicino (Venezia, 1684), preziose e rare intavolature per strumenti a corde del XVI – XVII secolo, numerose partiture di opere teatrali manoscritte (La serva padrona di Pergolesi, opere di Paisiello fra cui Il barbiere di Siviglia, il Giulio Sabino di Giuseppe Sarti, Prima la musica e poi le parole di Antonio Salieri, Eduardo e Cristina di Gioachino Rossini ed altro). È inoltre conservata la partitura autografa di Il ritorno di Odisseo – scene per canto e orchestra di Riccardo Zandonai, scritta come compito per l'esame di Composizione al Liceo musicale Rossini (1901), dove Zandonai era allievo alla scuola di Pietro Mascagni, allora direttore e docente di Composizione.
Ci sono poi documenti epistolari: un carteggio del citato cantante Girolamo Crescentini, lettere di Gioachino Rossini, Giuseppe Verdi, Giacomo Puccini, Giuseppe Martucci, Angelo Mariani, Savero Mercadante, Teodulo Mabellini ed altri. completano la collezione autografi album che Raffaele Frontali, insegnante di Violino al Liceo musicale, ha donato alla Biblioteca con fotografie e dediche di Joachim. Liszt, Mascagni, Catalani ed altri.
La Biblioteca si è inizialmente costituita per la generosa donazione di nuclei bibliografici appartenuti a musicisti: la prima donazione è stata di Paolo Bodojra di Torino, il quale ha lasciato un fondo omogeneo raro e prezioso di musica cameristica di compositori del periodo beethoveniano, di fine Settecento - primi Ottocento: oltre alle opere dei compositori cosiddetti “minori” (Maysedeer, Krommer, Sphor, Haensel, Hummel, Rolla, ecc.), importantissimi peraltro per aver determinato il gusto e le tendenze stilistiche di un'epoca, ci sono in questo nucleo bibliografico prime edizioni di opere beethoveniane, mozartiane e di Haydn in pregevoli ed eleganti edizioni.
Nel 1976 la Biblioteca si è arricchita del lascito di Luigi Campolieti (5000 volumi circa), compositore e direttore d'orchestra attivo presso i teatri di Parigi, che per volontà testamentaria ha voluto beneficiare il Conservatorio “Rossini” in quanto figlio di Virginia Mariani Campolieti, una brillante e versatile artista diplomatasi nell'allora Liceo Musicale di Pesaro sotto la guida di Carlo Pedrotti, distintasi come compositrice (ha scritto una notevole raccolta di liriche per canto e pianoforte ed altri lavori) e come concertista, esperta pianoforte, arpa e canto.
Fa parte della Biblioteca una ricca collezione di fotografie di musicisti che hanno avuto legami con l'attività artistica pesarese, ritratti, manifesti, onorificenze di Rossini e di alcuni dei più illustri maestri che hanno operato nel Liceo musicale pesarese.